# Bohumil Houdek
Bohumil Houdek (2. srpna 1914 v Suchém Vrbném u Českých Budějovic – 13. ledna 1985 v Českých Budějovicích) byl český učitel, kulturní pracovník, zakladatel a v letech 1953–1970 ředitel Alšovy jihočeské galerie v Hluboké nad Vltavou, výtvarný teoretik, pracovník památkové péče.

## Život a dílo
Narodil se 2. srpna 1914 v Suchém Vrbném (dnes městská část Českých Budějovic). Studoval na českém učitelském ústavu v Českých Budějovicích (maturita 1935) a na Vysoké pedagogické škole v Praze. Od 1937 učil na školách v Masákově Lhotě, Holašovicích, Nových Hradech a Kaplici. Roku 1939 až do uzavření českých vysokých škol nacisty studoval na českobudějovické odbočce Školy vysokých studií pedagogických. Do konce druhé světové války učil na škole v Besednici. Stýkal se s lidmi z okruhu levicové umělecké skupiny Linie. Nejen mezi přáteli byl znám jako Bobina. Jeho manželkou byla PhDr. Jiřina Houdková, ředitelka knihoven v Českých Budějovicích v letech 1945 – 1974.
V období 1945–1949 byl zaměstnán na kulturním referátu Městského národního výboru v Českých Budějovicích a zároveň působil jako okresní osvětový inspektor. Od 1947 byl intendantem Jihočeského divadla, v roce 1948 byl redaktorem Československého rozhlasu. V letech 1949–1953 pracoval jako referent pro památky a umění na odboru kultury Krajského národního výboru. Věnoval se výtvarnému umění, psal články, recenze, rozhlasové relace. Byl iniciátorem založení českobudějovické vědecké knihovny v roce 1945 (dnes Jihočeská vědecká knihovna) a Alšovy jihočeské galerie v Hluboké nad Vltavou v roce 1953.

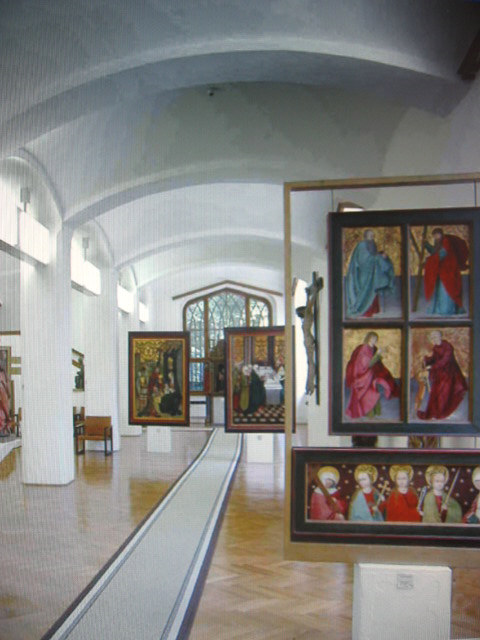
Expozice gotiky v AJG z roku 2008 (již zrušeno)

Od ledna 1953 do března 1970 byl ředitelem Alšovy jihočeské galerie a vybudoval v rámci instituce rozsáhlé sbírky gotického umění a avantgardní české výtvarné tvorby. Významně se zasloužil, společně se svými spolupracovniky E. Svobodovou, Miloslavem Krajným, Jiřím Kropáčkem, Věrou Linhartovou, Janem Křížem, Věrou Noskovou, či Ivanem Neumannem o vznik a vybudování nového uměleckohistorického ústavu a jeho umístěni v zámecké jízdárně v Hluboké nad Vltavou. Jízdárnu pro galerijní účely adaptovali architekti Břetislav Štorm a Jaroslav Fidra. Roku 1967 rozšířil galerii o Mezinárodní muzeum keramiky umístěné v bývalém zámeckém pivovaru v Bechyni. K jeho založení došlo v souvislosti s pořádáním Mezinárodních sympozií keramiky v tomto městě od 1966. Pod jeho vedením byly připraveny výstavy a vydávány výstavní katalogy vysoké úrovně: Imaginativní malířství 1930 – 1950 (1964 – z politických důvodů výstava zakázána), Jihočeská pozdní gotika (1965), Česká secese (1966). Jako ředitel se věnoval od samého začátku i mimo výstavním aktivitám pro veřejnost (přednášky, besedy, pořádání autorských večerů a koncertů). Nejvýznamnější bylo založení každoročního koncertního festivalu Hudební léto Hluboká (pořádáno bez přerušení od 1957).
Jeho manažerská a odborná činnost měla výrazný vliv na rozvoj výtvarné kultury a umění v jižních Čechách. Od května 1970, kdy byl zbaven funkce ředitele, do roku 1974 pracoval v Krajském středisku státní památkové péče v Českých Budějovicích.

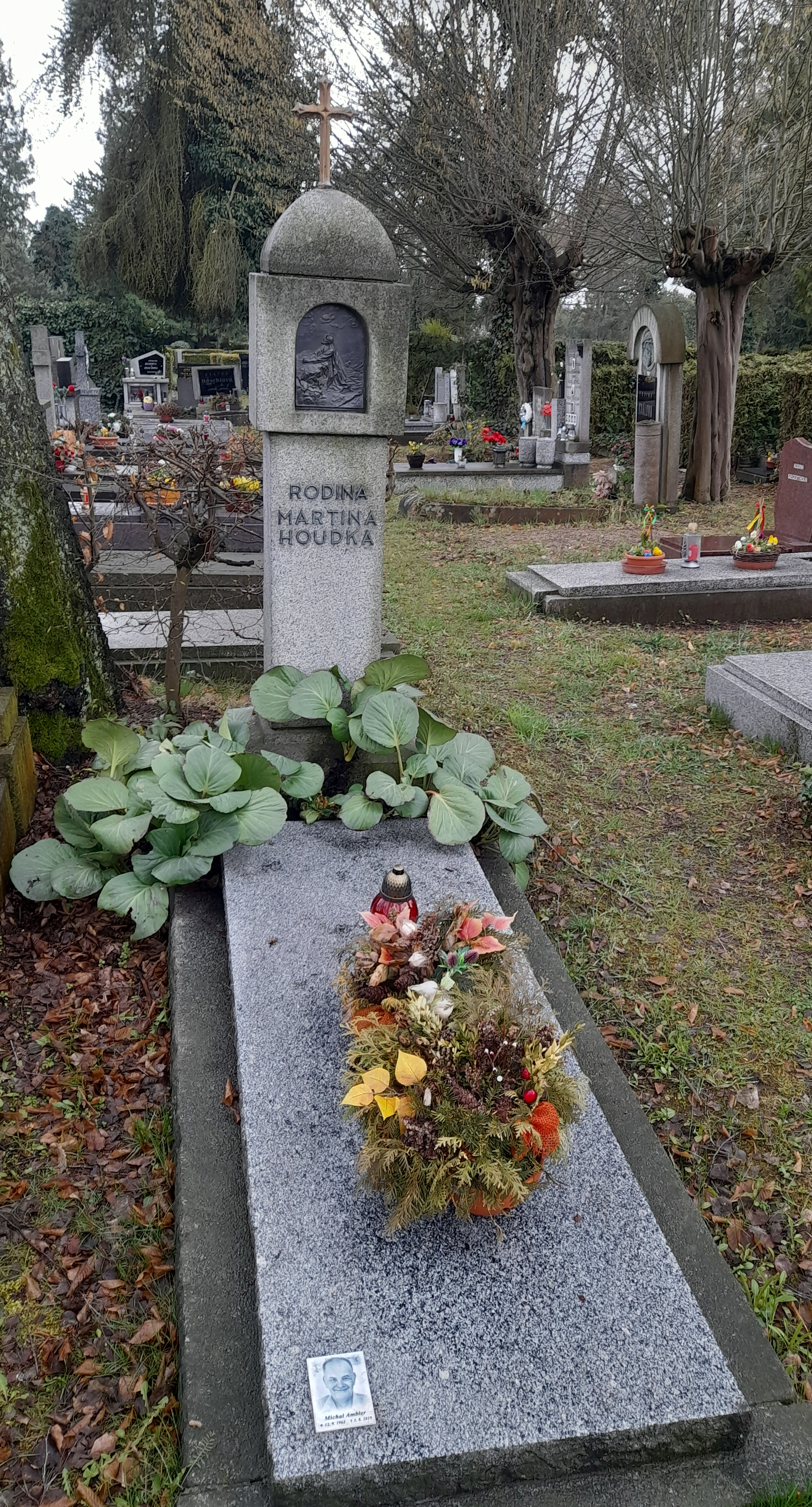
Rodinný hrob

Zemřel v Českých Budějovicích 13. ledna 1985 a je pochován v rodinném hrobě na hřbitově svaté Otýlie v Českých Budějovicích, oddíl XXII. V zadní části hrobového místa stojí stylizovaná boží muka ze žuly a ve výklenku kovový reliéf klečícího Krista.

### Úvodní slova k výstavním katalogům, texty
- HOUDEK, Bohumil. Věc a člověk, divná věc [rukopis]. [České Budějovice?, 1935?]. 8 l.

- HOUDEK, Bohumil. Fantastická povídka tří dnů [rukopis]. [Česko, 1937?]. 3 l.
- HOUDEK, Bohumil. Království radosti: loutková hra o 4 jednáních [rukopis]. [Česko, 194-?]. 21 l.
- HOUDEK, Bohumil. V šenku Mistra Danila: (obrázek ze sklonku 16. století) [rukopis]. České Budějovice, 1946. 17 l.

- HOUDEK, Bohumil. Mimořádné sdělení kulturního referenta Boh. Houdka, učiněné v radě v den Sho Sylvestra L.P. 1948: zprávu sestavil jeden městský písař. [S.l.: s.n., 1948]. [21] s.
- HOUDEK, Bohumil. Pedagogické základy galerijní praxe [rukopis]. [České Budějovice?, 195-?]. 23 l.

- Alšova jihočeská galerie Hluboká nad Vltavou 1956: katalog. Ilustrace Karel ŠTĚCH. Hluboká nad Vltavou: Alšova jihočeská galerie, [1956]. 50 s., 16 s. fot. příl.
- Jižní Čechy v díle současných výtvarných umělců: katalog výstavy. [Hluboká nad Vltavou: Alšova jihočeská galerie, 1956]. 11 s.
- Jugoslávie - Maďarsko - Rumunsko - Bulharsko - Švýcarsko očima malíře Karla Stehlíka: [České Budějovice-Dům umění, 30.3.-20.4.1958. České Budějovice: s.n., 1958. [9] s., vi. s. obr. příl.
- Karel Štěch: souborná výstava původní grafiky. [Hluboká nad Vltavou: Alšova jihočeská galerie], 1958. [8] s., vii s. obr. příl.
- HOUDEK, Bohumil. Karel Štěch: grafické dílo. Ilustrace Karel ŠTĚCH. V Českých Budějovicích: Krajské nakladatelství, 1958. 75 s., xxxii s. obr. příl.
- Hluboká 1959: Jižní Čechy v boji, práci a radosti : katalog výstavy výtvarných děl v Alšově jihočeské galerii v Hluboké nad Vltavou. Hluboká nad Vltavou: Alšova jihočeská galerie, 1959. 20 s., [40] s. obr. příl.
- Karel Oberthor: dílo z let 1953-1959 : České Budějovice, Dům umění, Žižkovo náměstí : [katalog výstavy]. České Budějovice: Alšova jihočeská galerie v Hluboké nad Vltavou, 1959. [16] s.
- Ota Matoušek: grafika. Hluboká nad Vltavou: Alšova jihočeská galerie, 1960. [21] s-
- HOUDEK, Bohumil. Karel Stehlík: výstava obrazů a skic. Písek: Okresní vlastivědné muzeum, 1960. 16 s.
- Alšova jihočeská galerie: Staré umění. V Hluboké nad Vltavou: Alšova jihočeská galerie, [ne po 1962?]. 55 nečíslovaných stran.
- HOUDEK, Bohumil. M. Aleš: výbor z díla, Hluboká 1962 :. Hluboká nad Vltavou: Alšova jihočeská galerie, 1962. 36 stran, 65 nečíslovaných stran obrazových příloh.
- Hlína věčně živá: Bohumil Dobiáš st., Jan Simota, Alena Kroupová, Slavomír Bláha, Bohumil Dobiáš ml. Hluboká nad Vltavou: Alšova jihočeská galerie, 1963. [40] s.
- František Peterka. Hluboká nad Vltavou: Alšova jihočeská galerie, 1964. [24] s.
- 50 let československé malby: z fondu československých galerií. Hluboká nad Vltavou: Alšova jihočeská galerie, 1968. 16 s.
- Stanislav Zadražil - Plastiky: Milan Peterka - Tapiserie. České Budějovice: Český fond výtvarných umění, 1969. [8] s.
- František Mrázek: sochař: 1912-2002. České Budějovice: APM-CB, 2012. 105 l.  ISBN 978-80-260-2677-8